# Soma de Murasugi
Em topologia algébrica, uma soma de Murasugi é uma função que relaciona uma sequência finita de superfícies sobre um disco, que é comum a todos os pares paralelos (adjacentes), de forma que existe nos limites de um arco fechado. O único lugar em que eles são disjuntos é em seus pontos finais, que também são subarcos alternados entre os limites das duas superfícies. A soma Murasugi é uma operação geométrica natural.

## Etimologia
As somas de Murasugi receberam o nome em homenagem a Kunio Marasugi.

## Usos
As somas de Murasugi são principalmente um tópico de matemática pura. As somas de Murasugi podem ser aplicadas a assuntos bastante diversos, como a maioria dos tópicos matemáticos.